# Casa Senyorial de Felicianova
La Casa Senyorial de Felicianova (en letó: Felicianovas muižas pils) es troba a la regió històrica de Latgàlia, al municipi de Krāslava de l'est de Letònia. La construcció de l'edifici data de voltants de 1900.